# Хизис
Хизис (лат. Chysis) — род многолетних травянистых растений семейства Орхидные (Orchidaceae).
Аббревиатура родового названия в декоративном садоводстве — Chy.

## Синоним
По данным Королевских ботанических садов в Кью:
- Thorvaldsenia Liebm., 1844

## Название
Название происходит от греческого слова χύσις, которое переводится, как «куча», и указывает на скученность поллиниев.

## Распространение
Центральная и Южная Америка. На высотах от уровня моря до 2000 метров над уровнем моря.
Эпифиты, реже литофиты во влажных лесах.

## Биологическое описание
Псевдобульбы веретеновидные, часто поникающие, до 45 см, а верхний конец слегка утолщённый.
Листья овальные, широкие, ланцетообразные.
Соцветия появляются в пазухах листьев в нижней части побега в самом начале вегетационного периода, когда листья еще не сформировались полностью.
Цветки мясистые, восковые, белого, розового или жёлтого цвета.
Поллиниев восемь (четыре больших и четыре маленьких).

## Виды

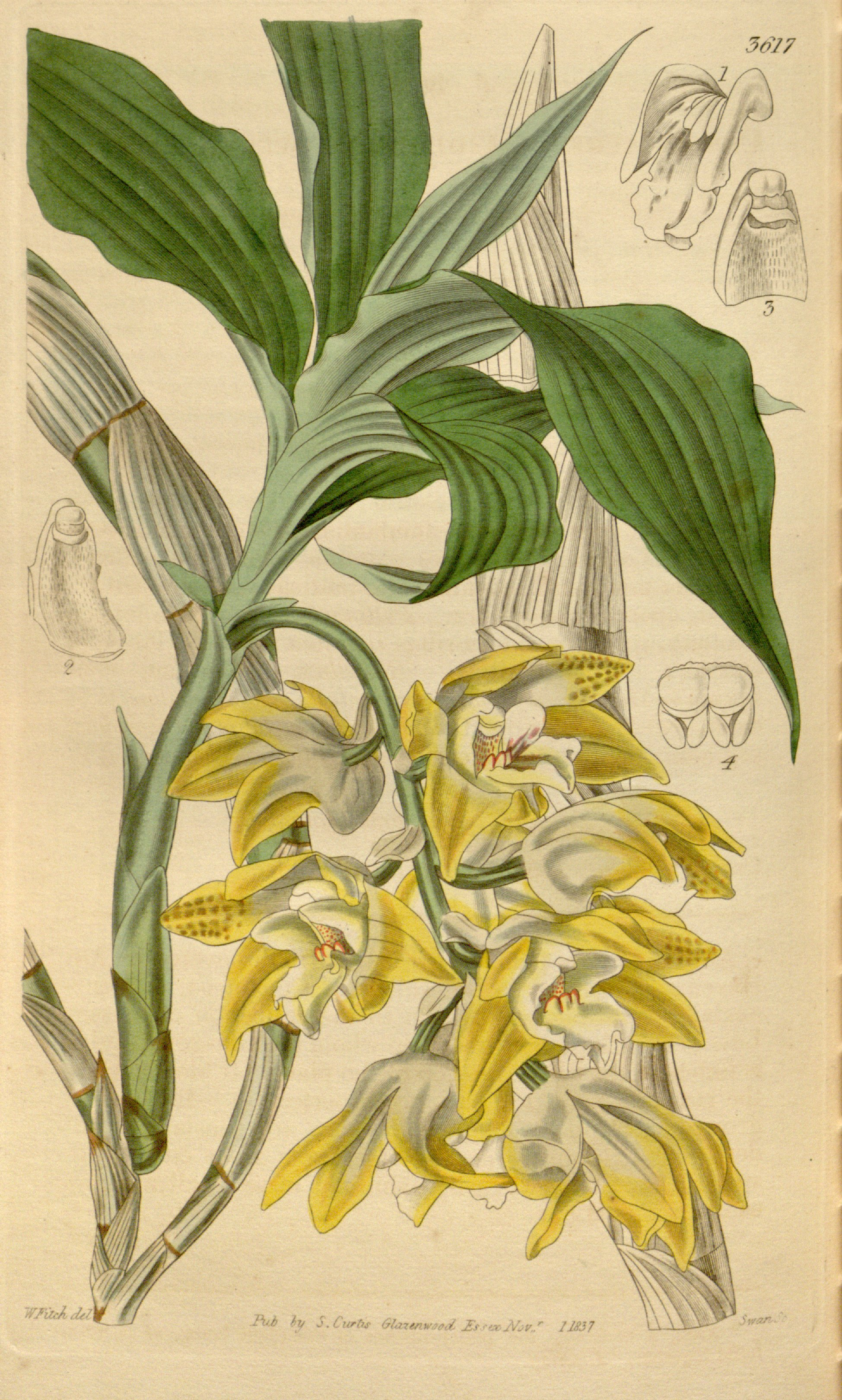
Ботаническая иллюстрация из книги «Curtis's botanical magazine» 1837 г. Типовой вид рода Chysis:
Chysis aurea

По данным Королевских ботанических садов в Кью:
- Chysis addita Dressler, 2000
- Chysis aurea Lindl., 1837
- Chysis bractescens Lindl., 1840
- Chysis bruennowiana Rchb.f. & Warsz., 1857
- Chysis laevis Lindl., 1840
- Chysis limminghei Linden & Rchb.f., 1858
- Chysis orichalcea Dressler, 2000
- Chysis pluricostata Dressler, 2006
- Chysis tricostata Schltr., 1922
- Chysis violacea Dressler, 2003

Все виды рода Chysis входят в Приложение II Конвенции CITES. Цель Конвенции состоит в том, чтобы гарантировать, что международная торговля дикими животными и растениями не создаёт угрозы их выживанию.

## В культуре
Посадка на блок, корзинку для эпифитов, или горшок. Субстрат: сосновая кора крупной фракции в смеси с сфагнумом.
Рекомендуемые летние температуры: 17 °C ночью и 20—28 °C в течение дня. Максимальная и минимальная температуры зависят от высоты произрастания видов. Высокогорные виды не рекомендуется содержать при дневных температурах более 20 °C
Хизисы выращивают в условиях рассеянного освещения, прямой солнечный свет может вызвать ожоги листьев.
В период активной вегетации каждый второй или третий полив можно использовать специальные минеральные удобрения для орхидей. Корни хизисов обычно начинают активный рост после пика цветения. Полив сокращают до минимума осенью и полностью прекращают зимой. Во время периода покоя растения содержат при температуре около 13 °C ночью и только на несколько градусов больше в дневное время.
Некоторые производители сообщают, что растение можно выращивать в жилых помещениях, если влажность достаточно высока в течение летних месяцев.
Взрослые растения можно делить на куртины состоящие не менее чем из двух псевдобульб.